# امامزاده یحیی (ورامین)
بقعهٔ امام‌زاده یحیی در جنوب شرقی ورامین در محلهٔ کهنه گل قرار گرفته‌است. تاریخ بنای بقعه، سال ۷۰۷ هجری قمری است. این بنا به شماره ۱۹۹ در ۹ مرداد ۱۳۱۲ در میان آثار ملی ایران به ثبت رسیده‌است. چندین نفر بانی ساخت و گسترش این مقبره بوده اند. از جمله فخرالدین، حاکم محلی ری که در آن زمان ورامین مرکز آن بود. فخرالدین تحت الحمایۀ چهارمین حاکم ایلخانی، ارغون‌خان، بود و سرمایه‌گذاری گسترده‌ای در امامزاده یحیی انجام داد، زیرا او نیز نسب خود را به حسن بن علی می رساند.

## معماری
مقبره گنبد بزرگ آجری دارد و به شکل پلکانی متشّکل از دایره‌های هم‌مرکز ساخته شده که روی یک هشت ضلعی می‌نشیند و سپس بر روی مربّع قرار می‌گیرد. در بدنه‌اش هشت دریچهٔ مشبک ساخته شده‌است. صحن بنا به شکل برج، دارای چهار کنج تاق‌نماست. در قسمت پایین دیوارهٔ صحن، گچ‌بریهایی وجود دارد و در پایین آن‌ها نیز کاشیهای بزرگ و زیبایی با جلای فلزی به کار رفته‌است. این بنا به سبک معماری آذری بنا شده‌است.
کاشی فیروزه‌فامی به تاریخ ۶۲۸ هجری قمری در نزدیکی مرقد امام‌زاده یحیی به دست آمده که متعلق به آرامگاه یکی از بزرگان شیعه و قدیمی‌ترین لوحهٔ تاریخ‌دار تهران است.
این لوحهٔ کاشی فیروزه رنگ، به طول ۴۴ و عرض ۲۹ سانتیمتر با خطوط کوفی و نسخ برجسته، قدیمی‌ترین و زبده‌ترین اثر موزهٔ امام‌زاده یحیی است و در اطراف آن، حاشیه‌ای شامل آیهٔ ۶۰ از سورهٔ مائده است. این آیه پیش از قدرتمند شدن مذهب شیعه در ایران، بر لوح‌ها و بناهایی که مربوط به مقبره‌های بزرگان شیعه بود نقر می‌شد. این لوحه در پایین قسمت خارجی دیوار خشتی در غرب بقعهٔ قدیمی نصب است.
مجموعه‌ای از ۱۶۰ کاشی این بنا در موزه بریتانیا، دسته‌ای دیگر در موزه ویکتوریا و آلبرت و سنگ قبر نیز هم‌اکنون در موزه آرمیتاژ در روسیه نگهداری می‌شود.

## نگارخانه

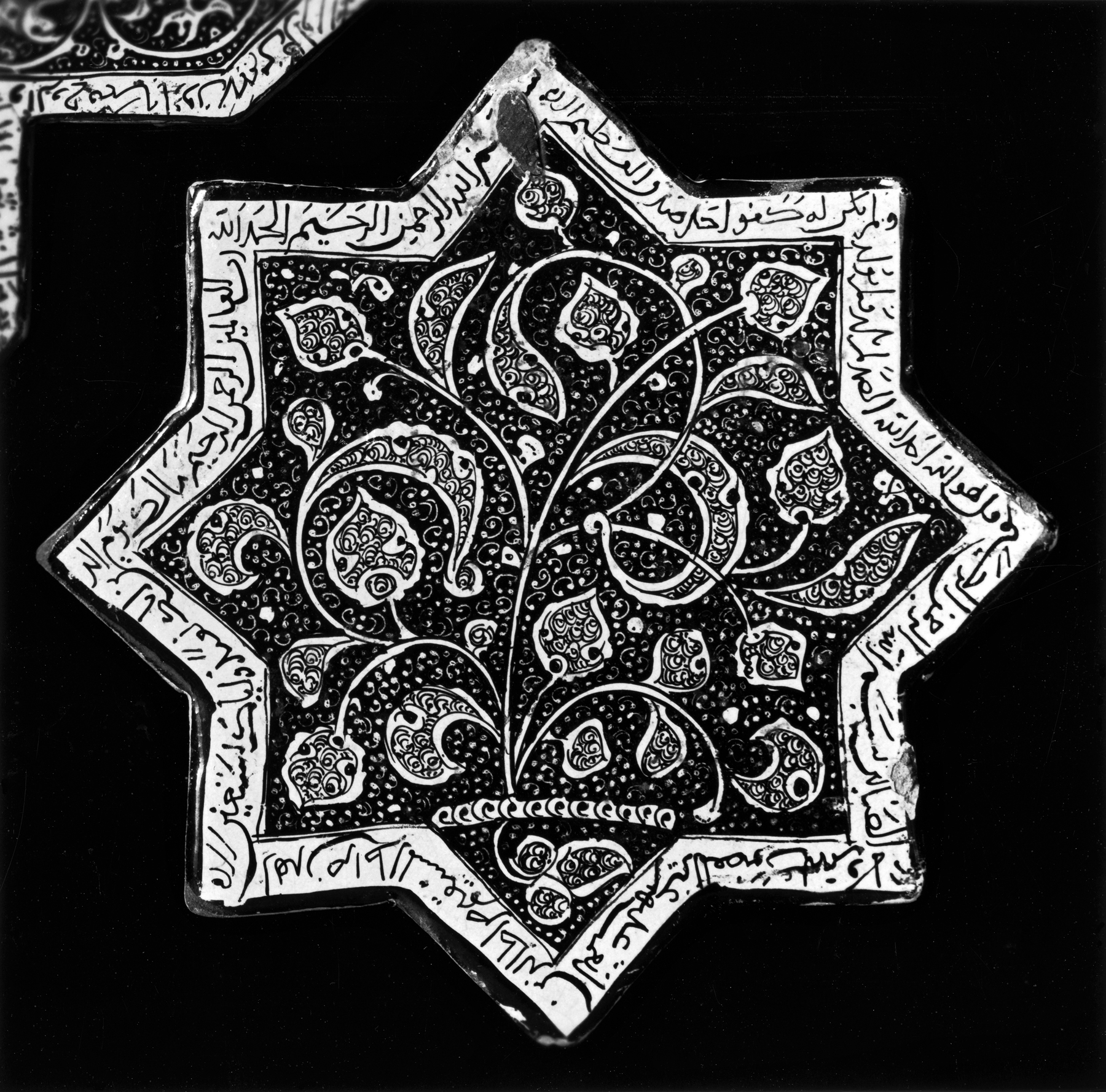
نمونه‌ای از کاشی‌کاری‌های امامزاده یحیی در موزه هنر والترز
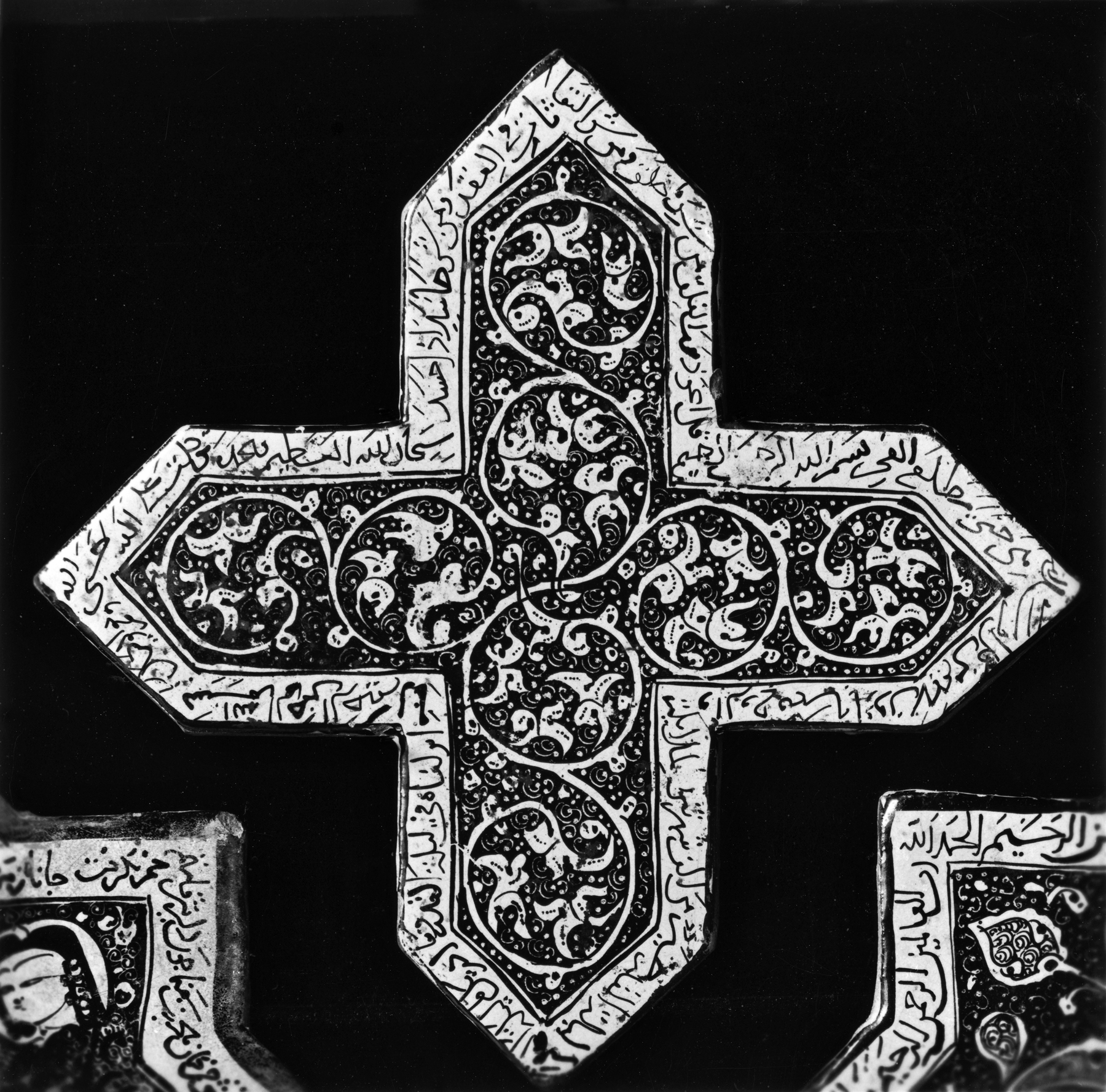
نمونه‌ای از کاشی‌کاری‌های امامزاده یحیی در موزه هنر والترز
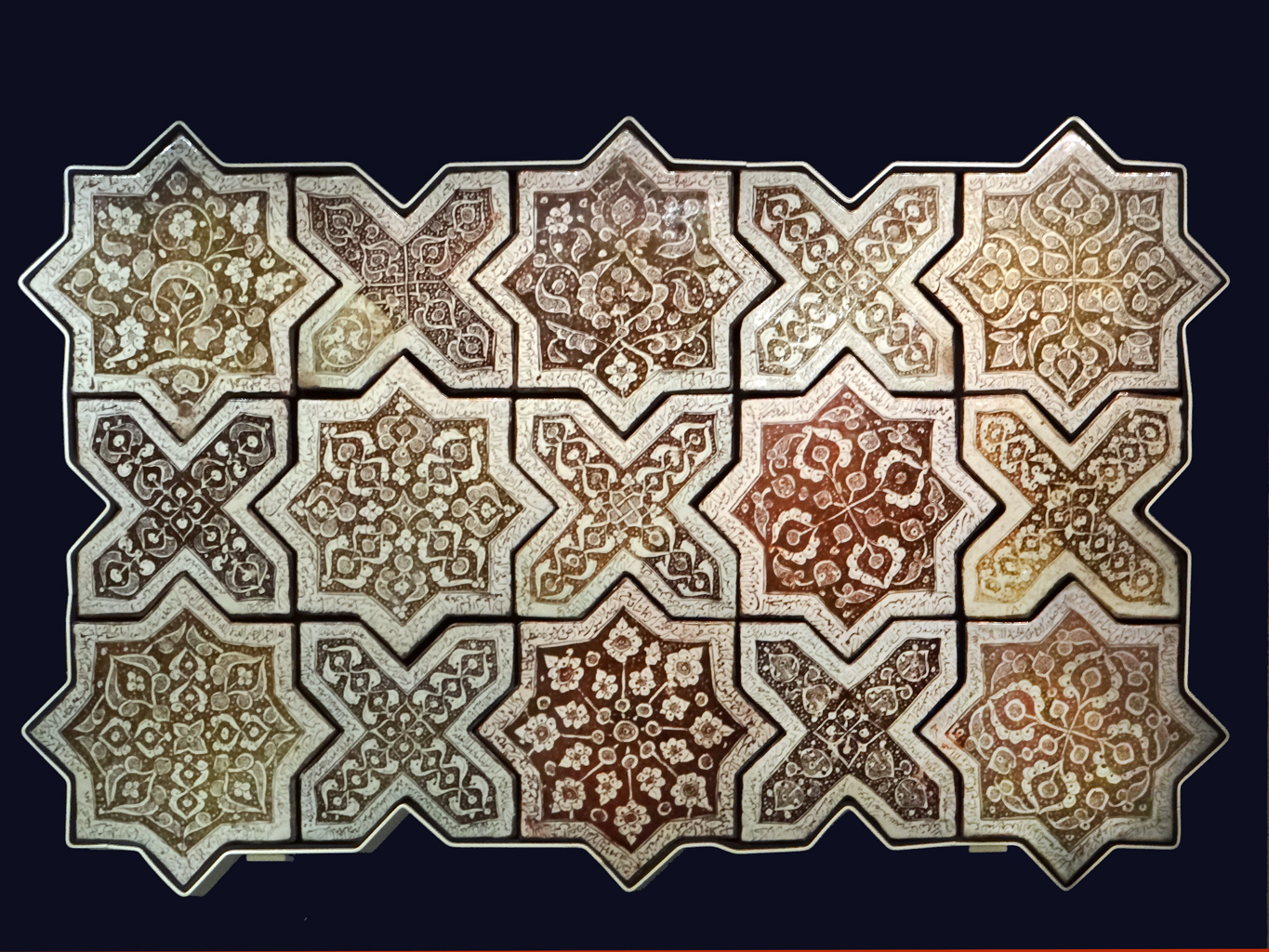
نمونه‌ای از کاشی‌کاری‌های امامزاده یحیی در موزه ویکتوریا اند آلبرت